# گرگیاس (گفتگو)
گُرگیاس (به یونانی: Γοργίας [ɡorɡíaːs])، یکی از مکالمات سقراطی است که در حدود ۳۸۰ قبل از میلاد توسط افلاطون نوشته شده‌است. این دیالوگ گفتگو بین سقراط و گروه کوچکی از سوفسطائیان را در یک گردهمایی شام به تصویر می‌کشد. سقراط در جست‌وجوی تعریف واقعی بلاغت با یک سوفسطایی بحث می‌کند، و تلاش می‌کند تا ماهیت بلاغت را مشخص کند و نقص‌های خطابه‌های سوفسطایی را که در آن زمان، و در آتن رایج بود، آشکار کند. در آتن باستان هنر متقاعدسازی مزیت تلقی می‌شد، و سخن‌وران خود را معلمان این مهارت معرفی می‌کردند. برخی مانند گرگیاس، به‌دلیل شهرت آتن به پیچیدگی فکری و فرهنگی، مورد پسند خارجی‌ها واقع شد. سقراط عنوان می‌دارد که او یکی از معدود آتنی‌هایی است که به‌معنای واقعی سیاست می‌ورزد.

## موضوع اصلی

### تعریف بلاغت
سقراط گرگیاس را استنطاق می‌کند تا تعریف واقعی بلاغت را مشخص کند و استدلال خود را در قالب پرسش «X چیست؟» بیان می‌کند، او می‌پرسد، «... چرا خودتان به ما نمی‌گویید که در چه حرفه‌ای مهارت دارید، و قرار است شما را چه بنامیم؟».
سقراط در طول باقی‌مانده گفتگو دربارهٔ ماهیت بلاغت بحث می‌کند. اگرچه بلاغت می‌تواند استفاده عادلانه‌ای داشته باشد، سقراط معتقد است که در عمل، بلاغت چاپلوسی است. سخن‌ور باعث می‌شود مخاطب احساس شایستگی کند، زیرا می‌تواند با استدلال سخن‌ور هم‌ذات‌پنداری کند.

### سؤال تکنه: هنر در مقابل مهارت
سقراط و پولوس بر سر این موضوع بحث می‌کنند که آیا بلاغت می‌تواند یک هنر در نظر گرفته شود. پولوس بیان می‌کند که بلاغت واقعاً یک هنر است، اما سقراط پاسخ می‌دهد: «راستش را بگویم پولوس، من فکر نمی‌کنم اصلاً یک هنر باشد». گفتگو ادامه می‌یابد:
پولوس: پس فکر می‌کنید سخن‌وری یک مهارت است؟
سقراط: بله، فکر می‌کنم، مگر این‌که بگویی چیز دیگری است.
پولوس: مهارت برای چیست؟

سقراط: برای ایجاد خوشی و لذت خاص.
سقراط هم‌چنان استدلال می‌کند که بلاغت یک هنر نیست، بلکه صرفاً مهارتی است که «آنچه را که خوشایند است را بدون در نظر گرفتن این‌که چه چیزی خوب است، می‌شناسد. «و من می‌گویم که این یک هنر نیست، بلکه یک مهارت است، زیرا هیچ توضیح و گزارشی از ماهیت چیزهایی که اعمال می‌کند و به وسیله آن‌ها به‌کار می‌رود، ندارد، به‌طوری که نمی‌تواند علت هر چیز را بیان کند».

### اخلاق بلاغت
سقراط در مورد اخلاق بلاغت با گرگیاس بحث می‌کند و از او می‌پرسد که آیا خطابه عادلانه است؟ سقراط ناهماهنگی را در اظهارات گرگیاس درمی‌یابد: «خوب، در آن زمان که شما این را گفتید، من فکر کردم که خطابه هرگز امری ناعادلانه نخواهد بود، زیرا همیشه سخنان خود را در مورد عدالت بیان می‌کند. اما زمانی که کمی بعد گفتید که خطیب نیز می‌توانست به ناحق از خطابه استفاده کند، من متعجب شدم و فکر کردم که گفته‌های شما سازگار نیست.» (461a). با این استدلال، گرگیاس «... در آرزوی پاسخ‌گویی باقی مانده‌است، می‌داند که نمی‌تواند، و احساس ناامیدی در رقابت می‌کند. اثر این «برهان» بر متقاعد شدن یا نشدن او نیست، بلکه موجب سرگردانی اوست».
سقراط معتقد است که لفاظی به‌تنهایی یک تلاش اخلاقی نیست. گورگیاس مورد انتقاد قرار می‌گیرد، زیرا «او به هر کسی که به او مراجعه می‌کرد و می‌خواست خطابه را بیاموزد، بدون در نظر گرفتن آنچه که درست است، آموزش می‌داد». سقراط معتقد است که مردم به فلسفه نیاز دارند تا به آن‌ها آنچه درست است بیاموزد و خطابه بدون فلسفه نمی‌تواند درست باشد.

### حقیقت
سقراط مدام مدعی است که روش‌های پرسش‌گری او به هدف کشف حقیقت است. او با کنایه از صراحت کالیکلز تعریف می‌کند، زیرا به افشای حقیقت در مورد خطابه کمک می‌کند: «من به خوبی می‌دانم که اگر با آنچه روح من معتقد است موافق باشید، پس این همان حقیقت است. آزمایش کافی برای این‌که ببیند آیا درست زندگی می‌کنید یا نه، باید سه ویژگی داشته باشد که همه آن‌ها را دارید: «دانش»، «حسن‌نیت» و «صراحت». حقیقت را می‌توان از طریق مشورت با دیگران، انتقال دانش به یکدیگر، در روح خود و برای رسیدن به نتیجه در اعتقادات یکدیگر یافت.
در عین حال، حقیقت مبتنی بر باورهای پذیرفته‌شده یک امر عمومی نیست. سقراط یک مشکل در مورد حقیقت را، زمانی که افکار عمومی نادرست برداشت می‌کند، بیان می‌کند: «شما مرا به چیزی وادار نمی‌کنید، اما شاهدان دروغین زیادی علیه من می‌آورید و سعی می‌کنید مرا از دارایی‌ام، یعنی حقیقت دور کنید. شما را شاهد نمی‌گیرم تا با آنچه من می‌گویم موافق باشید، پس گمان می‌کنم در مورد چیزهایی که در موردشان بحث کرده‌ایم به نتیجه قابل ذکری نرسیده‌ام».

## خلاصه

### مقدمه
دیالوگ درست پس از سخن‌رانی گورگیاس آغاز می‌شود. کالیکلس می‌گوید که گورگیاس در خانه او مهمان است و پذیرفته‌است که با سقراط و دوستش کریفون یک مخاطب خصوصی داشته باشد. سقراط از گورگیاس می‌خواهد تا با شیوه گفتگوی متقابل موافقت کند. گورگیاس هنر خود را با عنوان بلاغت معرفی می‌کند و تأیید می‌کند که او را باید سخن‌ور نامید. هنگامی که سقراط از او سؤال می‌کند، او را به خاطر کوتاهی پاسخ‌هایش می‌ستاید. گورگیاس خاطرنشان می‌کند که مدت زیادی است که هیچ‌کس از او سؤال جدیدی نپرسیده‌است، و هنگامی که سقراط می‌پرسد، به او اطمینان می‌دهد که او به همان اندازه قادر به اختصار است که در بلندگویی.

### مقایسه مبارزه فیزیکی و فکری
گورگیاس تحت بازجویی متقابل سقراط اعتراف می‌کند که درحالی‌که سخنوران به مردم قدرت کلام می‌دهند، آن‌ها مربی اخلاق نیستند. گورگیاس انکار نمی‌کند که شاگردانش ممکن است از مهارت‌های خود برای مقاصد غیراخلاقی استفاده کنند (مثل متقاعد کردن جمع برای گرفتن یک تصمیم نابخردانه، یا آزاد کردن یک فرد گناه‌کار)، اما او می‌گوید که معلم نمی‌تواند مسئول این کار باشد. او از قیاس استدلالی می‌آورد: گورگیاس می‌گوید که اگر مردی که به مدرسه کشتی برود و والدین یا دوستان خود را کتک بزند، شما مربی تمرین او را به تبعید نمی‌فرستید. او می‌گوید همان‌طور که مربی با حسن‌نیت حرفه خود (تکنه) را آموزش می‌دهد و امیدوار است که شاگردش از قدرت بدنی او عاقلانه استفاده کند، سخن‌ور نیز به همان اعتماد است که شاگردانش از قدرت خود سوءاستفاده نخواهند کرد.
سقراط می‌گوید که او از آن دسته افرادی است که خوشحال می‌شود که اگر اشتباه کند از خطای خود رد شود. او می‌گوید منکر شدن را ترجیح می‌دهم تا این‌که دیگری را تکذیب کنم، زیرا بهتر است که خود فرد از آسیب نجات یابد تا دیگری. گورگیاس، که حرفه‌اش متقاعدسازی است، به آسانی می‌پذیرد که او نیز از این نوع انسان‌ها است که ترجیح می‌دهد عبور کند. گورگیاس تنها یک تردید دارد: او می‌ترسد که جمع فعلی، کاری بهتر از گوش دادن به دو مرد که سعی می‌کنند در اشتباه بودن از یکدیگر پیشی بگیرند داشته باشند. این جمع اعتراض می‌کند و اعلام می‌کند که مشتاق است شاهد این نسخه جدید از مبارزات فکری باشد.

### بحث در مورد بلاغت
سقراط گورگیاس را به این امر وادار می‌کند که بپذیرد که سخن‌ور در واقع در مقابل یک مخاطب نادان بیش‌تر یک شخص متقاعدکننده است تا یک متخصص، زیرا تسلط بر ابزارهای متقاعدسازی به انسان بیش‌تر از واقعیت‌های صرف اطمینان می‌دهد. گورگیاس این انتقاد را می‌پذیرد و اظهار می‌دارد که این مزیت حرفه او است که می‌توان مردی را بالاتر از متخصصان دانست، بدون این‌که نیازی به یادگیری چیزی باشد. سقراط، بلاغت را نوعی چاپلوسی یا تمجید می‌نامد و آن را با داروسازی و خودآرایی (kommōtikōn) مقایسه می‌کند. او می‌گوید که بلاغت برای سیاست همان چیزی است که داروسازی برای پزشکی است و لوازم آرایشی برای زیبایی. هدف همه این فعالیت‌ها آراستن سطح است، تقلید از آنچه واقعاً خوب است.
بروس مک‌کومیسکی استدلال کرده‌است که گورگیاس ممکن است توسط افلاطون به‌شکلی نامشخص به‌تصویر کشیده شده باشد، زیرا «... گورگیاس افلاطون با دانش مخالف دوتایی در مقابل عقیده موافق است». این نادرست است زیرا، «از نظر گورگیاس سوفسطایی، همه «دانش» عقیده است. هیچ استدلال عقلانی یا غیرمنطقی نمی‌تواند وجود داشته باشد، زیرا همه باورهای انسانی و موقعیت‌های ارتباطی نسبت به یک لحظه کایروتیک است».

### ظالم رقت‌انگیز
سپس سقراط سخن را این چنین پیش می‌برد که «سخن‌بان و ظالم کم‌ترین قدرت را در شهرهای ما دارند». سقراط می‌گوید که ظالمان و سخن‌وران را در یک دسته واحد قرار می‌دهد، هر دوی آن‌ها، وقتی مردم را می‌کشند یا آن‌ها را تبعید می‌کنند یا اموالشان را مصادره می‌کنند، فکر می‌کنند کاری را انجام می‌دهند که به نفع خودشان است، اما در واقع قابل ترحم هستند. سقراط معتقد است که انسان شریر ناخشنود است، اما بدبخت‌ترین انسان از همه شریر است که با عدالت، سرزنش و مجازات مواجه نمی‌شود. پولوس که در این لحظه وارد گفتگو شده‌است، به سقراط می‌خندد. سقراط از او می‌پرسد که آیا فکر می‌کند خندیدن شکلی مشروع از رد سخن او است. سپس پولوس از سقراط می‌پرسد که آیا طرح دیدگاه‌هایی که هیچ‌کس آن را نمی‌پذیرد به‌خودی‌خود رد نیست؟ سقراط پاسخ می‌دهد که اگر پولوس نتواند ببیند چگونه او را رد کند، به پولوس نشان خواهد داد که چگونه او را رد کند.
سقراط بیان می‌کند که تحمیل شر بسیار بدتر از قربانی بی‌گناه شر است (475e). او مثال می‌زند که ظالمان بدبخت‌ترین مردم روی زمین هستند. او می‌افزاید که فقر برای وضعیت مالی است همان‌طور که بیماری برای بدن است، همان‌طور که ظلم برای روح است. این قیاس برای تعریف حالت‌های فساد در هر نمونه استفاده می‌شود. پول‌سازی، دارو، و عدالت درمان‌های مربوط به هر کدام هستند. سقراط استدلال می‌کند که مجازات‌های عادلانه مردم را تنبیه می‌کند، آن‌ها را عادل‌تر می‌کند و آن‌ها را از کارهای شیطانی‌شان دور می‌کند. از این‌جا نتیجه می‌گیرد که اگر انسان نمی‌خواهد غده‌ای چرکین و صعب‌العلاج در روحش رشد کند، باید به محض این‌که متوجه شد که مرتکب اشتباهی شده‌است، به‌سوی قاضی بشتابد. سقراط معتقد است که سخن‌ور باید ابتدا خود را متهم کند، و سپس به خانواده و دوستانش لطف کند و آن‌ها را متهم کند؛ قدرت شفابخش عدالت بزرگ است.
سقراط معتقد است که با فرض برعکس استدلال قبلی، اگر دشمن شما کار زشتی انجام داده‌است، باید هر وسیله‌ای را به‌کار بگیرید تا او در برابر دستگاه قضایی حاضر نشود. پولوس و کالیکل هر دو از موقعیت سقراط شگفت‌زده شده‌اند و در شگفتند که آیا او شوخی می‌کند.

### کالیکلس از فلسفه انتقاد می‌کند
کالیکلس مشاهده می‌کند که اگر سخن سقراط درست باشد، مردم زندگی وارونه دارند و در همه جا برخلاف آن‌چه باید انجام می‌دهند، عمل می‌کنند. سقراط می‌گوید که او و کالیکلس شرایط مشابهی دارند از این جهت که او عاشق آلکیبیادس و فلسفه است، درحالی‌که کالیکلس عاشق پسر کلینیاس و دموس آتنی است و هیچ کدام نمی‌توانند معشوقشان را از گفتن آن‌چه در ذهنشان است باز دارند. درحالی‌که اظهارات افراد خاص اغلب از زمانی به زمان دیگر متفاوت است، سقراط ادعا می‌کند که آن‌چه فلسفه می‌گوید همیشه ثابت می‌ماند.
کالیکلس سقراط را متهم می‌کند که مانند یک عوام فریب‌کاری می‌کند. او استدلال می‌کند که رنج کشیدن از اشتباه بدتر از انجام آن است، این‌که قربانی بودن، هیچ چیز خوبی ندارد. او همچنین استدلال می‌کند (همان‌طور که گلاکون در داستان گیگز در جمهوری انجام می‌دهد) که انجام اشتباه فقط طبق قرارداد شرم‌آور است و ذاتاً اشتباه نیست. سپس، سقراط را به خاطر اتلاف وقت در فلسفه بیهوده مورد سرزنش قرار می‌دهد و می‌گوید این که جوانان درگیر شوخی‌های بی‌فایده شوند، ضرری ندارد، اما در مردان مسن‌تر جذاب نیست. او به سقراط می‌گوید که شرم‌آور است و اگر کسی او را بگیرد و به زندان ببرد، از دفاع از خود عاجز خواهد بود و می‌گوید که سقراط جلوی هیئت منصفه می‌چرخد و می‌چرخد و در نهایت به قتل می‌رسد. سقراط از این موضوع آزرده نمی‌شود و به کالیکلس می‌گوید که صراحت خارق‌العاده او نشان می‌دهد که نسبت به او خوش‍‌برخورد است.
سپس کالیکلس به دفاع خود از عدالت طبیعت بازمی‌گردد، جایی که قوی‌ها برتری‌های خود را نسبت به ضعیفان اعمال می‌کنند. او بیان می‌کند که انسان قدرتمند اشتهای زیادی دارد و ابزار ارضای آن‌ها را دارد و فقط یک ضعیف است که اعتدال و عدالت را بر اساس قانون مصنوعی و نه طبیعی می‌ستاید.
سقراط کالیکلس را «سنگ محک مطلوب» می‌نامد و می‌گوید که نه تنها «نوموس» (عرف یا قانون) بلکه طبیعت نیز تأیید می‌کند که انجام بی‌عدالتی شرم‌آورتر از تحمل آن است، که برابری عدالت است. و این‌که مردی مانند ایده‌آل کالیکلس، مانند کوزه‌ای که نشت دارد، سیری‌ناپذیر است. سقراط به موضع قبلی خود باز می‌گردد که یک مرد بی‌انضباط ناراضی است و باید او را مهار کرد و در معرض عدالت قرار داد.

### سقراط با خود مناظره می‌کند
کالیکلس از بن‌بست فکری خشمگین می‌شود و سقراط را دعوت می‌کند تا خودش ادامه دهد و سؤالات خود را بپرسد و پاسخ دهد. سقراط از مخاطبانش، از جمله کالیکلس، درخواست می‌کند که به آن‌چه می‌گوید گوش دهند و اگر چیزی دروغ به‌نظر می‌رسد، با مهربانی به او نقد کنند. اگر حریف او (که از طرف خودش صحبت می‌کند) نکته‌ای را بیان کند، موافقت می‌کند که آن را قبول کند (506a-c). سقراط با یک مونولوگ ادامه می‌دهد و تکرار می‌کند که او در مورد بهترین استفاده از بلاغت شوخی نکرده‌است، که بهترین استفاده از لفاظی علیه خود شخص است. مردی که کار اشتباهی انجام داده‌است بدبخت است، اما مردی که از این کار خلاص می‌شود بدتر است.

### فلسفه پیش‌نویس تلخی است
سقراط استدلال می‌کند که هدف او صلاح است، نه چیزهای خوشایند، و او تکنیک سیاست را درک می‌کند. او می‌گوید که مردم را به تحمل پیش‌کشی‌های تلخ سفارش می‌کند، و آن‌ها را به گرسنگی و تشنگی وادار می‌کند، درحالی‌که بیش‌تر سیاست‌مداران برای مردم با گفتار شیرین چاپلوسی می‌کنند. او همچنین با استناد به سخنان اوریپید که «چه کسی می‌داند زندگی مرگ نیست و مرگ، زندگی»، می‌گوید: «بدن مقبره روح ماست». او در مورد محاکمه خود می‌گوید: «من مانند دکتری که در برابر هیئت منصفه‌ای متشکل از کودکان با یک آشپز به‌عنوان دادستان آورده می‌شود، قضاوت خواهم شد». او می‌گوید که چنین دادستانی بی‌تردید موفق می‌شود او را به اعدام محکوم کند و او از توقف آن عاجز خواهد بود. سقراط می‌گوید که آن‌چه مهم است پاکی روح خود اوست. او این را حفظ کرده است و این تنها چیزی است که واقعاً در اختیار اوست.

### داوری ارواح برهنه
سقراط دیالوگ را با گفتن داستانی به کالیکلس، پولوس و گورگیاس پایان می‌دهد که آن‌ها آن را افسانه می‌دانند، اما او آن را واقعی می‌داند. او نقل می‌کند که در زمان‌های قدیم، کرونوس درست قبل از مرگ انسان‌ها قضاوت می‌کرد و آن‌ها را به دو دسته تقسیم می‌کرد. او مردان نیکوکار و صالح را به جزایر مبارکه فرستاد و مردان بی‌خدا و ناصالح را به زندان انتقام و مجازات به‌نام تارتاروس فرستاد. این پرونده‌ها بد قضاوت می‌شد، زیرا مردان درحالی‌که زنده بودند و با لباس هایشان قضاوت می‌شدند و قضات فریب ظاهر را می‌خوردند. زئوس این مشکل را با ترتیب دادن مرگ مردم برطرف کرد و بدن را برهنه کرد و پسرانش، مینوس و رادامانتوس را از اروپا و آیاکوس از ایجاینا را قضاوت کرد. در قضات نیز باید برهنه می‌بودند، تا بتوانند بدون حواس‌پرتی روح انسان‌ها را مرور کنند.
سقراط می‌افزاید که این افسانه را شنیده، آن را باور کرده و از آن استنباط می‌کند که مرگ جدایی جسم و روح است. او می‌گوید که هر کدام پس از مرگ ویژگی‌هایی را که در زندگی داشتند حفظ می‌کنند، به‌طوری که یک مرد چاق و مو بلند جسدی چاق و مو بلند خواهد داشت. اگر او رذل بود، زخم رذالتش را به دوش می‌کشید. وقتی قاضی صاحب‌قدرتی شود، متوجه می‌شود که روح او زخم‌های سوگند دروغ و جنایت‌هایش را به دوش می‌کشد، زیرا این زخم‌ها بر روح او اثر می‌گذارد.
سقراط خاطرنشان می‌کند که برخی از مردم از درد و عذاب مجازات‌های خود و یا با تماشای شکنجه‌‌های طاقت‌فرسا دیگران بهره‌مند می‌شوند. اما دیگران بدی‌هایی دارند که قابل درمان نیست. او می‌گوید که ادیسه اثر هومر، پادشاهانی را به تصویر می‌کشد که برای همیشه در هادس رنج می‌برند، اما نه ماندد یک فرد رذل معمولی، مانند ترسیتس. سقراط به کالیکلوس هشدار می‌دهد که وقتی او در روز داوری خود در برابر قاضی قرار می‌گیرد، کم‌تر از آن‌چه سقراط در این‌جا انجام می‌دهد، نگران خواهد بود. او می‌گوید که این داستان ممکن است به‌نظر او بیهوده باشد، مانند یک داستان عامیانه قدیمی، و موافق است که اگر داستان بهتر و واقعی‌تری پیدا شود، جای تعجب نیست که آن را تحقیر کنیم، اما مشاهده می‌کند که هیچ یک از گروه ثابت نکرده‌اند که باید جور دیگری زندگی کرد. سرانجام آن‌ها را به پیروی از او در عدالت و فضیلت تشویق می‌کند.

## شخصیت‌ها
- سقراط
- گورگیاس
- پولوس
- کالیکولا
- چریفون

## یادداشت
1. ↑  کلمه یونانی باستان kairos تقریباً به‌معنای «زمان مناسب» ترجمه شده‌است. در یونانی هم کلمه kairos و هم کلمه chronos می‌توانند به معنای «زمان» باشند، اما فقط kairos به زمان بودن دلالت دارد. در استفاده معاصر، به‌نظر می‌رسد یک رویداد کایروتیک یا پیشنهاد فرهنگی دقیقاً در مکان مناسب و در زمان مناسب رخ می‌دهد.
2. ↑  «... به فرض این‌که این وظیفه ماست که به کسی صدمه بزنیم، خواه دشمن یا هر کس دیگری - مشروط بر این‌که اشتباهی توسط چنین دشمنی بر علیه خود او نباشد، برای این باید مراقب باشیم که از آن اجتناب کنیم - اما فرض کنیم دشمن خودمان به دیگری ظلم کرده‌است، ما باید هر گونه تلاش و عمل را انجام دهیم تا از مجازات یا محاکمه او جلوگیری کنیم».